# Rocío Sánchez Moccia
Pour les articles homonymes, voir Sánchez.
Rocío Sánchez Moccia née le 2 août 1988 à Buenos Aires, est une joueuse argentine de hockey sur gazon. 

## Carrière
Elle a concouru pour l'équipe nationale argentine et a remporté la médaille d'argent aux Jeux olympiques d'été de 2012 et a remporté la médaille d'argent aux Jeux olympiques d'été de 2020.
Elle a également remporté trois Champions Trophy, la Ligue mondiale 2014-2015, la médaille de bronze à la Coupe du monde 2014 à La Haye, aux Pays-Bas et trois Coupes d'Amérique.
En juillet 2024, elle est nommée porte-drapeau de la délégation argentine aux Jeux olympiques de 2024 avec le joueur de volley-ball Luciano De Cecco.